# 名四町
名四町（めいしちょう）は、愛知県名古屋市港区の地名。丁番を持たない単独町名である。住居表示未実施地域。

## 地理
名古屋市港区中央部に位置する。東はいろは町、西は遠若町、南は中之島通・大手町、北は砂美町に接する。当地は1959年（昭和34年）に開始された名古屋市都市計画荒子川南部土地区画整理事業により、道路整備や企業団地造成などが行われた地域であり、物流関係企業や宅地が混在した地域となっている。

## 歴史

### 町名の由来
名四国道が東西に通過することに由来する。

### 沿革
- 1965年（昭和40年）5月31日 - 港区熱田前新田・遠若町・寛政町・大手町・中之島通の各一部により、同区名四町として成立[1]。

## 世帯数と人口
2019年（平成31年）3月1日現在の世帯数と人口は以下の通りである。
| 町丁   | 世帯数  | 人口  |
| ------ | ------- | ----- |
| 名四町 | 306世帯 | 604人 |

### 人口の変遷
国勢調査による人口の推移
| 1995年（平成7年）  | 573人 | [ WEB 6 ]  |  |
| 2000年（平成12年） | 557人 | [ WEB 7 ]  |  |
| 2005年（平成17年） | 623人 | [ WEB 8 ]  |  |
| 2010年（平成22年） | 633人 | [ WEB 9 ]  |  |
| 2015年（平成27年） | 709人 | [ WEB 10 ] |  |

## 学区
市立小・中学校に通う場合、学校等は以下の通りとなる。また、公立高等学校に通う場合の学区は以下の通りとなる。
| 番・番地等 | 小学校               | 中学校               | 高等学校 |
| ---------- | -------------------- | -------------------- | -------- |
| 全域       | 名古屋市立大手小学校 | 名古屋市立港南中学校 | 尾張学区 |

## 施設
- 呉竹幼稚園[2]

- 呉竹幼稚園

## その他

### 日本郵便
- 郵便番号 : 455-0053[WEB 3]（集配局：名古屋港郵便局[WEB 13]）。

### WEB
1. ↑  “愛知県名古屋市港区の町丁・字一覧”.   人口統計ラボ. 2017年4月8日閲覧。
2. 1 2  “町・丁目(大字)別、年齢(10歳階級)別公簿人口(全市・区別)”.   名古屋市 (2019年3月20日). 2019年3月21日閲覧。
3. 1 2  “郵便番号”.  日本郵便. 2019年3月17日閲覧。
4. ↑  “市外局番の一覧”.   総務省. 2019年1月6日閲覧。
5. ↑  名古屋市役所市民経済局地域振興部住民課町名表示係 (2015年10月21日). “港区の町名一覧”.   名古屋市. 2020年11月15日閲覧。
6. ↑  総務省統計局 (2014年3月28日). “平成7年国勢調査の調査結果(e-Stat) - 男女別人口及び世帯数 －町丁・字等”. 2019年3月23日閲覧。
7. ↑  総務省統計局 (2014年5月30日). “平成12年国勢調査の調査結果(e-Stat) - 男女別人口及び世帯数 －町丁・字等”. 2019年3月23日閲覧。
8. ↑  総務省統計局 (2014年6月27日). “平成17年国勢調査の調査結果(e-Stat) - 男女別人口及び世帯数 －町丁・字等”. 2019年3月23日閲覧。
9. ↑  総務省統計局 (2012年1月20日). “平成22年国勢調査の調査結果(e-Stat) - 男女別人口及び世帯数 －町丁・字等”. 2019年3月23日閲覧。
10. ↑  総務省統計局 (2017年1月27日). “平成27年国勢調査の調査結果(e-Stat) - 男女別人口及び世帯数 －町丁・字等”. 2019年3月23日閲覧。
11. ↑  “市立小・中学校の通学区域一覧”.   名古屋市 (2018年11月10日). 2019年1月14日閲覧。
12. ↑  “平成29年度以降の愛知県公立高等学校（全日制課程）入学者選抜における通学区域並びに群及びグループ分け案について”.   愛知県教育委員会 (2015年2月16日). 2019年1月14日閲覧。
13. ↑  “郵便番号簿 2018年度版” (PDF).   日本郵便. 2019年4月14日閲覧。

### 書籍
1. 1 2 3  名古屋市計画局 1992, p. 837.
2. 1 2 3  「角川日本地名大辞典」編纂委員会 1989, p. 1536.

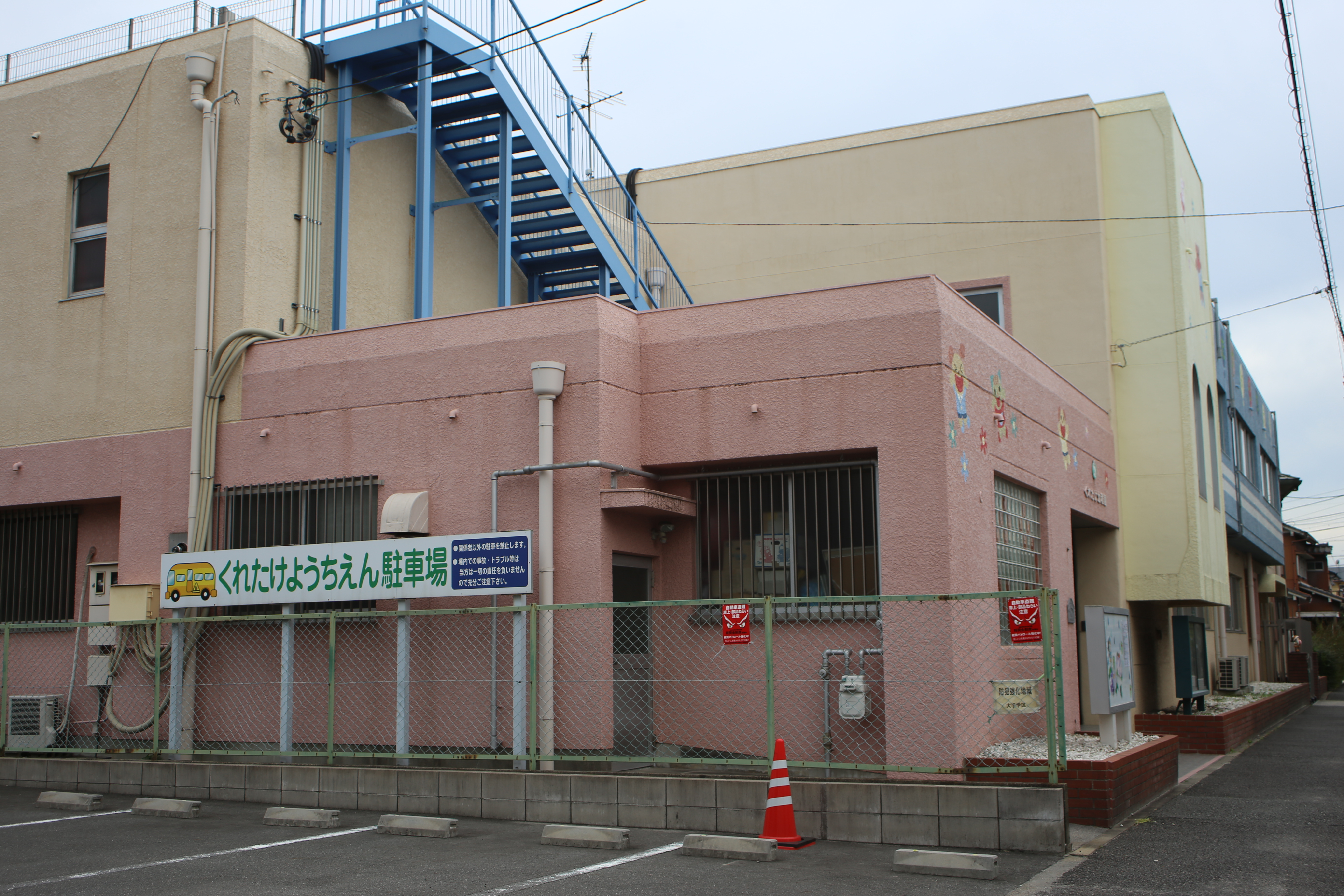
呉竹幼稚園

3. ↑  名古屋市計画局 1992, p. 543.